# Boissy-le-Cutté
Boissy-le-Cutté és un municipi francès, situat al departament de l'Essonne i a la regió de Illa de França. L'any 2007 tenia 1.308 habitants.
Forma part del cantó d'Étampes, del districte d'Étampes i de la Comunitat de comunes Entre Juine et Renarde.

## Demografia

### Població
El 2007 la població de fet de Boissy-le-Cutté era de 1.308 persones. Hi havia 440 famílies, de les quals 76 eren unipersonals (36 homes vivint sols i 40 dones vivint soles), 100 parelles sense fills, 232 parelles amb fills i 32 famílies monoparentals amb fills.
La població ha evolucionat segons el següent gràfic:
Habitants censats

### Habitatges
El 2007 hi havia 485 habitatges, 456 eren l'habitatge principal de la família, 17 eren segones residències i 12 estaven desocupats. 416 eren cases i 64 eren apartaments. Dels 456 habitatges principals, 364 estaven ocupats pels seus propietaris, 72 estaven llogats i ocupats pels llogaters i 20 estaven cedits a títol gratuït; 6 tenien una cambra, 38 en tenien dues, 80 en tenien tres, 115 en tenien quatre i 217 en tenien cinc o més. 385 habitatges disposaven pel capbaix d'una plaça de pàrquing. A 179 habitatges hi havia un automòbil i a 250 n'hi havia dos o més.

### Piràmide de població
La piràmide de població per edats i sexe el 2009 era:
| Homes | Edats   | Dones |
| ----- | ------- | ----- |
| 0     | 95 o +  | 0     |
| 0     | 90 a 94 | 4     |
| 4     | 85 a 89 | 0     |
| 8     | 80 a 84 | 4     |
| 24    | 75 a 79 | 16    |
| 8     | 70 a 74 | 12    |
| 20    | 65 a 69 | 16    |
| 16    | 60 a 64 | 16    |
| 24    | 55 a 59 | 28    |
| 52    | 50 a 54 | 36    |
| 52    | 45 a 49 | 48    |
| 32    | 40 a 44 | 36    |
| 76    | 35 a 39 | 60    |
| 36    | 30 a 34 | 64    |
| 16    | 25 a 29 | 40    |
| 28    | 20 a 24 | 36    |
| 56    | 15 a 19 | 40    |
| 68    | 10 a 14 | 68    |
| 48    | 5 a 9   | 40    |
| 60    | 0 a 4   | 28    |

## Economia
El 2007 la població en edat de treballar era de 883 persones, 698 eren actives i 185 eren inactives. De les 698 persones actives 637 estaven ocupades (354 homes i 283 dones) i 61 estaven aturades (20 homes i 41 dones). De les 185 persones inactives 58 estaven jubilades, 80 estaven estudiant i 47 estaven classificades com a «altres inactius».

### Ingressos
El 2009 a Boissy-le-Cutté hi havia 468 unitats fiscals que integraven 1.349,5 persones, la mediana anual d'ingressos fiscals per persona era de 20.979 €.

### Activitats econòmiques
Dels 33 establiments que hi havia el 2007, 1 era d'una empresa extractiva, 1 d'una empresa alimentària, 1 d'una empresa de fabricació d'altres productes industrials, 9 d'empreses de construcció, 7 d'empreses de comerç i reparació d'automòbils, 2 d'empreses de transport, 3 d'empreses d'hostatgeria i restauració, 1 d'una empresa immobiliària, 5 d'empreses de serveis i 3 d'empreses classificades com a «altres activitats de serveis».
Dels 10 establiments de servei als particulars que hi havia el 2009, 3 eren paletes, 1 guixaire pintor, 1 fusteria, 1 lampisteria, 1 perruqueria, 2 restaurants i 1 agència immobiliària.
Dels 3 establiments comercials que hi havia el 2009, 1 era una botiga de més de 120 m², 1 una botiga de menys de 120 m² i 1 una botiga de material de revestiment de parets i terra.

## Equipaments sanitaris i escolars
El 2009 hi havia 1 escola maternal i 1 escola elemental.

## Poblacions properes
El següent diagrama mostra les poblacions més properes.